# Minamidaikokubashi-dōri
 (juillet 2025).
 (juillet 2021).
Le Minamidaikokubashi-dōri (南大黒橋通, Minamidaikokubashi-dōri), littéralement Rue du pont de Daikoku sud, est une voie du centre-ville de Kyoto. Orientée est-ouest, elle débute au Pontochō-dōri et aboutit au Kawaramachi-dōri (en).

## Description

### Situation
La rue est située dans le centre-ville de Kyoto, dans l'arrondissement de Nakagyō. Elle est la deuxième rue au-dessous du Sanjō-dōri (en), l'une des plus importantes artères de Kyoto.

### Voies rencontrées
De l'est vers l'ouest, en sens unique. Les voies rencontrées de la droite sont mentionnées par (d), tandis que celles rencontrées de la gauche, par (g).
1. Pontochō-dōri (先斗町通)
2. Kiyamachi-dōri (en) (木屋町通)
3. Rivière Takase (高瀬川, Takase-gawa?)
4. Nishikiyamachi-dōri (en) (西木屋町通)
5. Kawaramachi-dōri (en) (河原町通)

## Odonymie
La rue porte le nom du Minamidaikokubashi (南大黒橋), le pont de Daikoku sud, qui traverse la rivière Takase et qui passe par la rue.

## Histoire
La rue a longtemps été sans nom, appelée sous le nom de Kawaramachisanjō kudaru Futasujime higashiiru (河原町三条下ル二筋目東入ル), approximativement deuxième allée est de Kawaramachisanjō. En 2012, un décret municipal lui donne son nom actuel.

## Patrimoine et lieux d'intérêt
On retrouve le Minamidaikokubashi, ainsi que quelques restaurants.